# Netaji Subhas Chandra Bose: The Forgotten Hero
Netaji Subhas Chandra Bose: The Forgotten Hero (deutsch „Netaji Subhas Chandra Bose: Der Vergessene Held“) ist ein Hindi-Film aus dem Jahr 2004 von Regisseur Shyam Benegal. Das Film-Epos illustriert insbesondere die letzten fünf Lebensjahre des indischen Netaji („Führers“) Subhash Chandra Bose (1897–1945). In Rückblenden wird auch sein Leben davor erzählt.

## Geschichte

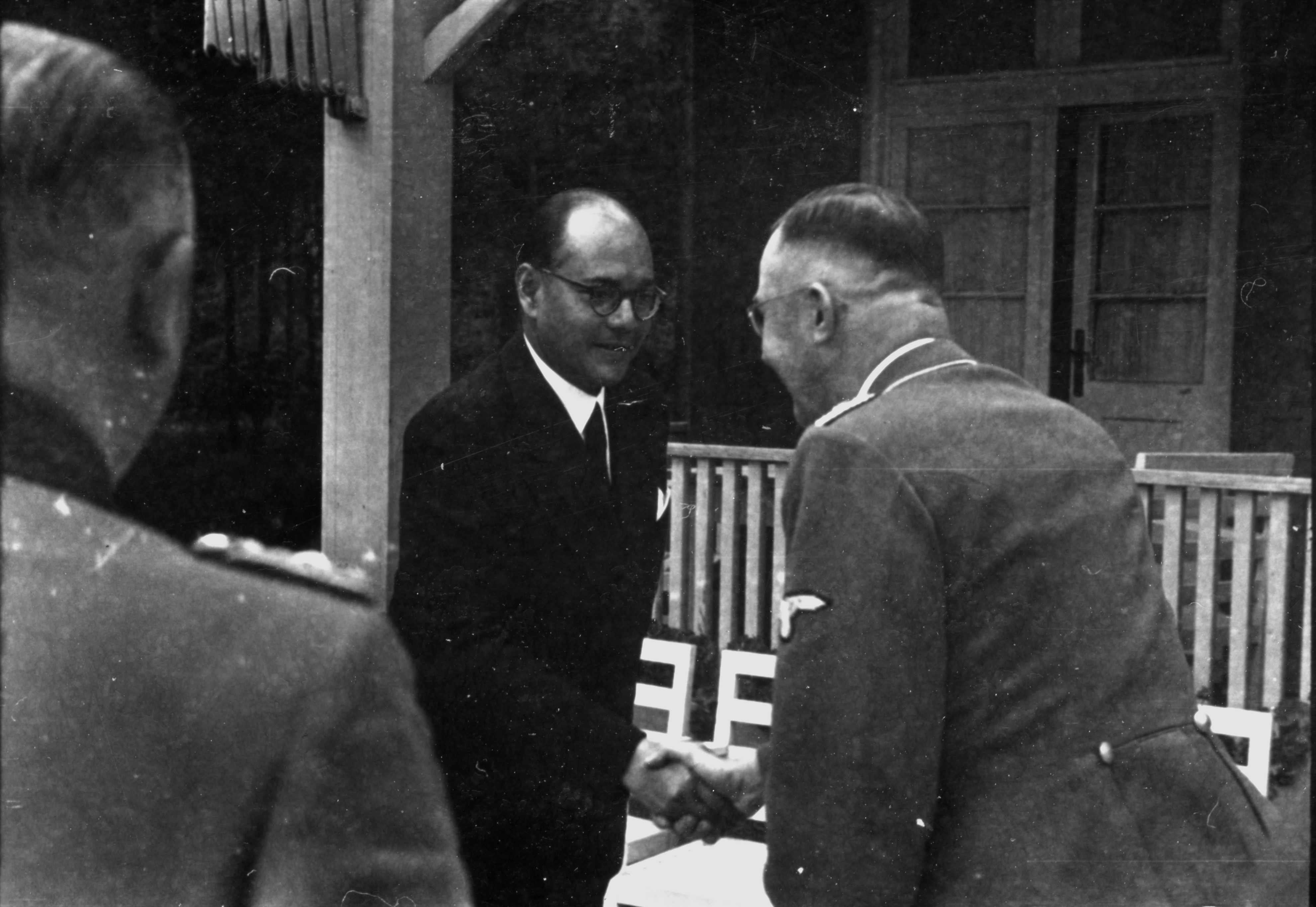
Bose bei Himmler in dessen Feldkommandostelle (1942, Fotograf Kurt Alber).

Bose war Vorsitzender des Indischen Nationalkongresses (INC) und ein Anführer der indischen Unabhängigkeitsbewegung gegen die Briten. Im Gegensatz zu seinen innerparteilichen Konkurrenten Gandhi und Nehru wollte Bose die Unabhängigkeit Indiens mit militärischen Mitteln erreichen. Er floh 1941 aus Indien, um im Ausland militärische Hilfe für den indischen Befreiungskampf gegen die Briten zu erbitten. 1942 verhandelte er in Berlin mit dem Feind seines Feindes. Er sprach mit Himmler, von Ribbentrop und anschließend mit Hitler.
Im Februar 1943 bestieg er in Kiel ein deutsches U-Boot (U 180) in Richtung Indischer Ozean, stieg vor Madagaskar in ein japanisches U-Boot (I-29) um und gelangte so nach Japan. Ab Mitte Mai 1943 führte Bose in Tokio Gespräche mit der Führung des japanischen Kaiserreichs, dem asiatischen Verbündeten Hitlerdeutschlands.

## Handlung

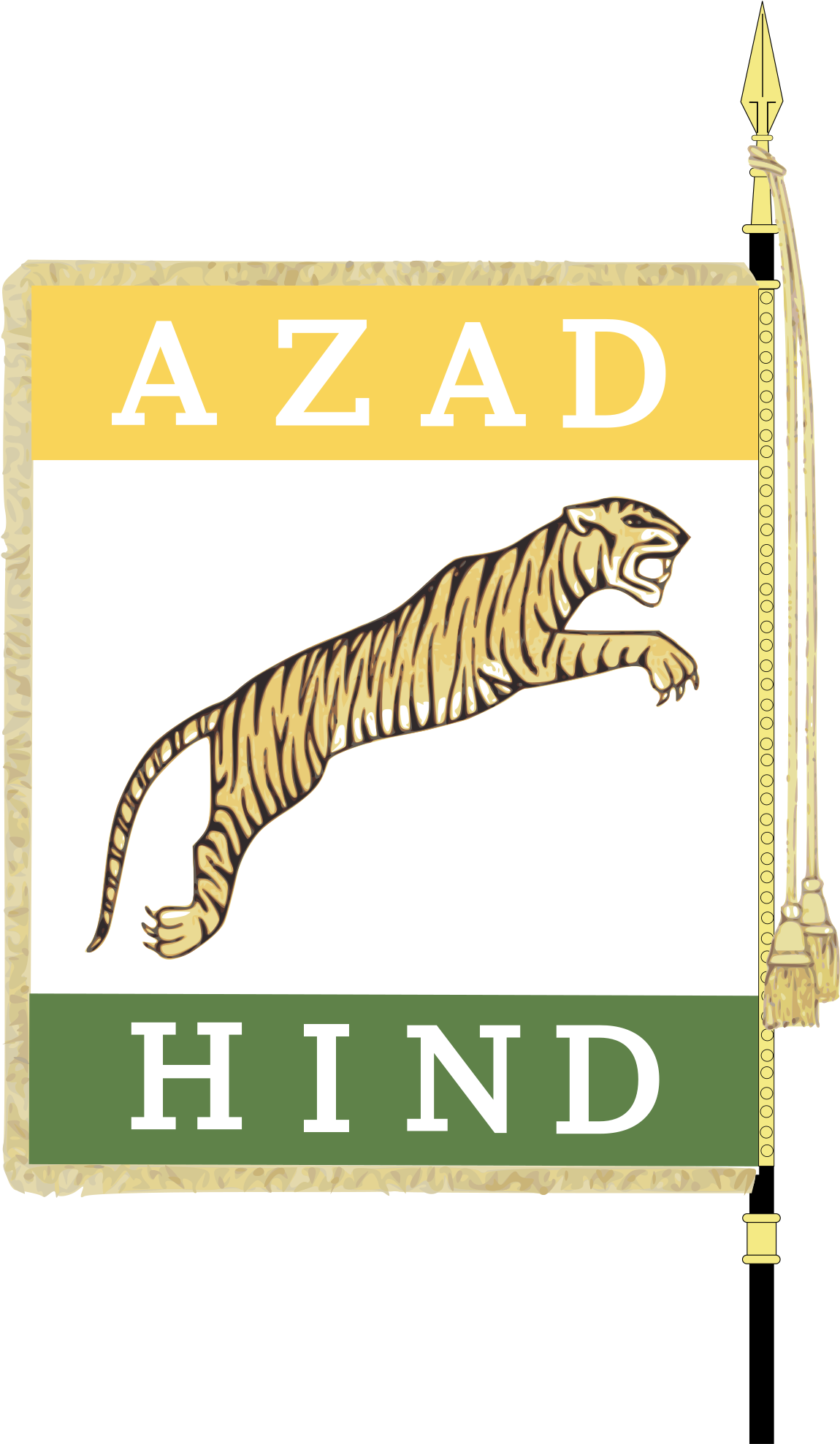
Auch die Gründung der Azad Hind und der Legion Freies Indien werden im Film thematisiert.

Subhas wurde in einer prominenten bengalischen Familie geboren und kämpfte bereits in seiner Jugend gegen die Briten mit dem Ziel der Befreiung Indiens. Er schloss sich mit Nehru und Gandhi zusammen, verachtete jedoch deren friedvolle Art, den Feind „mit Liebe“ überwinden zu wollen. Aus diesem Grund beschloss er, sich von der INC zu trennen. Er wurde von der Briten verhaftet, kam aber wieder frei und floh nach Afghanistan. Sein Ziel war, in Moskau Unterstützung für seine Sache zu erhalten. Nachdem dies nicht gelungen war, ging er nach Deutschland. Auch hier bekam er nur halbherzig Unterstützung. Nach dem deutschen Angriff auf die Sowjetunion, den er missbilligte, verließ er Deutschland und gelangte auf einer abenteuerlichen Seereise nach Japan, das ihn endlich im Kampf gegen die Briten unterstützte. Mit Abwurf der Atombomben auf Hiroshima und Nagasaki war seine Sache endgültig verloren.